# The Matrix: Path of Neo
 (mars 2016).
Si vous disposez d'ouvrages ou d'articles de référence ou si vous connaissez des sites web de qualité traitant du thème abordé ici, merci de compléter l'article en donnant les références utiles à sa vérifiabilité et en les liant à la section « Notes et références ».
The Matrix: Path of Néo est un jeu vidéo d'action-aventure développé par Shiny Entertainment et sorti en 2005.

## Liens avec la saga
Il est basé sur les trois films de la saga Matrix. Le jeu comporte certaines scènes du film mais la fin du 3e volet fut changée : en effet, à la fin du jeu, apparait une cinématique où les Wachowski expliquent leur décision de faire en sorte que Néo tue Smith après qu'il a dit « This is my world ! » afin que tous les autres Smith construisent une machine représentant un agent géant, que le joueur devra combattre afin de finir le jeu.
Le jeu respecte assez bien le scénario des films tout en ajoutant des niveaux totalement inédits, qui ne sont basés sur aucun film, comme les niveaux chez le Mérovingiens (avec des hommes fourmis) ou quand Néo s'entraîne dans la Matrice. Il y a aussi des niveaux qui réécrivent le scénario comme le niveau dans le métro où Néo, après avoir tué l'agent Smith, se retrouve coincé dans le train qui se met à bugger et devra s'en échapper.
Le jeu propose aussi quelques passages repris des films, comme le moment où Néo doit tirer à la gatling pour sauver Morpheus alors que Trinity pilote l'hélicoptère, ou encore le premier niveau du jeu où Mr Anderson doit s'échapper du bâtiment où il travaille.
Contrairement à Enter the Matrix, Néo est le seul personnage jouable mais il dispose de beaucoup de mouvements et de beaucoup d'armes différentes de combat évolutif permettant une grande variété de combats. Il y a aussi un pouvoir de "focus" comme dans Enter The Matrix. Il permet de faire plus de dégâts.

## Accueil
- Jeuxvideo.com : 11/20[2]